# レザボア・ドッグス
『レザボア・ドッグス』（原題：Reservoir Dogs）は、1992年のアメリカ合衆国の犯罪映画。クエンティン・タランティーノが、監督・脚本・出演の三役を務めた。
2005年にイギリスの映画雑誌「Empire」が発表したインディペンデント映画ベスト50において『ターミネーター』、『ユージュアル・サスペクツ』といった作品を抑えて1位にランクイン。

## ストーリー
ロサンゼルスを拠点とする裏社会の大物ジョーは宝石強盗を計画し、息子エディと共に6名の実行メンバーを集める。互いの素性を隠すためにコードネームで呼び合い、いよいよ強盗計画が実行される。現場から逃走したメンバーが集合場所の倉庫に集まり始めるが、計画通りに運ばなかった事態の中で、情報が警察側に漏れていた疑いが生じる。彼らは互いに不信の念を抱き、拳銃を突き付け合う。

## 登場人物・キャスト
ミスター・ホワイト
演 - ハーヴェイ・カイテル、日本語吹替 - 堀勝之祐
ジョーとの関係も長い熟練の犯罪者。本名はラリー・ディミック。仲間想いであり、重傷を負ったオレンジの身を気遣う。
ミスター・オレンジ
演 - ティム・ロス、日本語吹替 - 安原義人
麻薬の仲買いのチンピラ風の男。本名はフレディ・ニューエンダイク。逃走中に腹部に銃弾を受け、瀕死の状態となって倉庫に担ぎ込まれる。実は潜入捜査官。
ミスター・ブロンド
演 - マイケル・マドセン、日本語吹替 - 金尾哲夫
ホワイトからサイコパスと非難されるほど暴力的な若い男。本名はヴィック・ヴェガ。エディの友人。4年の刑期を終えて出所したばかり。尚、ミスター・ブロンドと呼ばれているが黒髪である。
ナイスガイ・エディ（エディ・キャボット）
演 - クリス・ペン、日本語吹替 - 荒川太郎
ジョーの息子。ブロンドとは旧知の仲で、喧嘩しつつも犯罪仲間としては厚く信頼している。
ミスター・ピンク
演 - スティーヴ・ブシェミ、日本語吹替 - 有本欽隆
チップを払わない主義など、独特の価値観を持ち仲間を困らせる若い犯罪者。警察に追われながらも奪ったダイヤモンドを持ち帰ることに成功し、裏切り者がいる可能性をいち早く指摘する。
ジョー・キャボット
演 - ローレンス・ティアニー、日本語吹替 - 中庸助
ロサンゼルス犯罪者社会の大物。犯罪計画の立案者であり、6名の実行犯を集める。
マーヴィン・ナッシュ
演 - カーク・バルツ、日本語吹替 - 神谷和夫
ブロンドに誘拐された若い警官。配属されてまだ８ヶ月の新人警官。拷問を受けるが潜入捜査官の情報は知らないとシラを切り通す。
ミスター・ブルー
演 - エディ・バンカー、日本語吹替 - 水野龍司
初老の犯罪者。メインの登場は冒頭のみであり、犯行後死亡したことがエディにより伝えられる。
ミスター・ブラウン
演 - クエンティン・タランティーノ、日本語吹替 - 高宮俊介
物語冒頭で「ライク・ア・ヴァージン」の独特な解釈を披露する。ホワイトやオレンジと共に逃走するが、頭に被弾した傷が悪化し死亡。
DJ K-ビリー
声 - スティーヴン・ライト、日本語吹替 - 山寺宏一
ブロンドが愛聴するラジオ番組「K-ビリーのスーパーサウンド'70s」のDJ。

## スタッフ
- 監督・脚本：クエンティン・タランティーノ
- 製作：ローレンス・ベンダー
- 製作総指揮：リチャード・N・グラッドスタイン、モンティ・ヘルマン、ロンナ・B・ウォーレス
- 製作補：ハーヴェイ・カイテル
- 撮影：アンジェイ・セクラ
- 音楽：カリン・ラクトマン
- 衣装：ベッツィー・ハイマン
- 編集：サリー・メンケ
- プロダクション・デザイン：デヴィッド・ワスコ
- キャスティング・ディレクター：ロニー・イェスケル

### 日本語版スタッフ
- 字幕翻訳：斎藤敦子
- 吹替版演出：蕨南勝之
- 吹替版翻訳：石原千麻

## 作品解説
若手製作者による映画への積極的な助力で知られる俳優のハーヴェイ・カイテルが、タランティーノの自主制作短編『Reservoir Dogs: Sundance Institute 1991 June Film Lab』（1991年）を気に入り製作総指揮を申し出、カイテル本人の出演を含めたハリウッドでの本格的なリメイクが実現した。脚本はタランティーノが3週間半で書き上げた。
当時、28歳であったタランティーノにとって初めての長編監督作品となった本作は、特別招待作品に選出されたカンヌ国際映画祭では「心臓の弱い方は観賞を控えてください」との警告が発令するほど暴力描写が残酷でありながら、緻密な人間描写と時間軸を巧みに操った構成、さらに主題歌であるジョージ・ベイカーの『リトル・グリーン・バッグ』に代表されるスタイリッシュな劇中音楽が高い評価を得てカルト的な人気を博した。
映画評論家の久保田明は、見せ場の多くが香港映画『友は風の彼方に』のリメイクかアレンジと言えると指摘する。またキャラクターを色で区分けする手法は『サブウェイ・パニック』の影響がうかがえる。それ以外にも日本の『仁義なき戦い』の影響もタランティーノは公言し、最初に発売されたVHS邦題には「仁義なき男たち」というサブタイトルが付けられた。
製作費90万ドルという低予算で作られた映画のため、多くの俳優は私服を着ている。

### 配役
「ミスター・ブルー」を演じた俳優エディ・バンカーは、元犯罪者という経歴を持ち、エドワード・バンカー名義で犯罪小説を発表している作家でもある。監督のタランティーノが彼のファンであったため出演することになった。

## 題名の意味
"Reservoir dogs"という題名は英語を母国語としている者にとっても意味が曖昧であり、特定のスラングでもない。"Reservoir"とは貯水池、貯蔵、蓄積などを表すフランス語が語源となっている単語である。本映画では『レザボア』とカタカナ転写されているが、日本語の一般的なカタカナ語としては水冷エンジンのリザーバー・タンクのように「リザーバー」とされることが多い。reservoir(酒の貯蔵庫-酒場)に群がる犬(不良)から「たまり場の男たち、盛り場の不良ども」という意味であるという説、ギャングの集団のアジト(=reservoir)からスパイを探し出す映画だから、"reservoir dogs"とはネズミを追いかけ回す走狗であるという説、タランティーノがフランス映画『さよなら子供たち』の原題"Au Revoir Les Enfants"を上手く発音できず"Reservoir Dogs"と呼んでいた事があり、それをサム・ペキンパーの映画『"Straw dogs(邦題:わらの犬)"』と結びつけたという説、聞こえの良い単語を繋げただけで意味は無いとする説、など諸説が存在する。
Cambridge英語辞典によれば、reservoirは「1.水を貯蔵する場所。特に天然の、あるいは人工の上水道用貯水池  2.大規模な備蓄(貯蔵)」という意味を表す。またreservoirは「かっこいい、クールである」という形容詞として使われる事がある。よって"Reservoir dogs"という題名は「格好の良い雰囲気が感じられる荒っぽい男たち」、「経験を積んで円熟した恰幅の良い中年の不良」というイメージを表現する事が出来ると理解できる。
この題名は名詞が連続して冠詞も無いが、通常英語は名詞を連続させただけでは文章として意味を成さない。前述のインタビューも含めて考えれば、ナンセンスな題名を付けることで逆に観客の深読みを誘う、映画に対する想像を膨らませる効果を狙った意図があると考える事が出来る。
ただし、TV program（「テレビ（の）」番組）のように名詞であっても形容詞的な用法で使用される事は英語では普通に見られる。

## サウンドトラック
- ザ・ジョージ・ベイカー・セレクション 「Little Green Bag」
- ブルー・スウェード 「ウガ・チャカ（Hooked on a Feeling）」
- ジョー・テックス 「I Gotcha」
- ステッペンウルフ 「Magic Carpet Ride」
- サンディ・ロジャーズ 「Fool for Love」
- スティーラーズ・ホイール 「スタック・イン・ザ・ミドル・ウィズ・ユー」
- ベドラム 「Harvest Moon」
- ハリー・ニルソン 「Coconut」

## 受賞/ノミネート
- トロント国際映画祭 最優秀作品賞
- ストックホルム国際映画祭 大賞
- シッチェス・ファンタスティック映画祭 監督賞、脚本賞
- インディペンデント・スピリット賞 助演男優賞 スティーブ・ブシェミ[13]
- ゆうばり国際ファンタスティック映画祭 南俊子賞

## 影響
- TV番組『SMAP×SMAP』（関西テレビ・フジテレビ）のコントの一つである「裏切り者」は、本作のパロディーである。映画『ジャッキー・ブラウン』の宣伝のために来日したタランティーノ本人が、サプライズ・ゲストとして参加したこともある。
- クイズ番組『WALKING EYES アルクメデス』（NHK）において、この映画をモチーフにしたパロディー「RESOLVE DOGS」が放送された。
- 室賀厚はこの映画の影響を受け、同じ筋書きをガンアクションのタッチでアレンジし、『ザ・ワイルドビート 裏切りの鎮魂歌』『SCORE』の2作品を作った[要出典]。

## エピソード
- 冒頭でタランティーノが、歌手マドンナの代表作である楽曲「ライク・ア・ヴァージン」について極端な解釈を披露するシーンがある。後にタランティーノはこの解釈について、マドンナ自身からダメ出しされたという[14]。

## ゲーム
- Reservoir Dogs - ニュージーランドで発禁処分になった[要出典]。